# La Chapelle-Thouarault

La Chapelle-Thouarault este o comună în departamentul Ille-et-Vilaine, Franța. În 1 ianuarie 2022 avea o populație de 2.266 de locuitori.